# Batalha de Khafji
A Batalha de Khafji foi o primeiro grande combate terrestre da Guerra do Golfo. Ocorreu dentro e ao redor da cidade saudita de Khafji, de 29 de janeiro a 1º de fevereiro de 1991 e marcou o ponto culminante da campanha aérea da Coalizão sobre o Kuwait e o Iraque, iniciada em 17 de janeiro de 1991.
O líder iraquiano Saddam Hussein, que já havia tentado e não conseguiu atrair tropas da Coalizão para dispendiosos confrontos terrestres bombardeando posições da Arábia Saudita e tanques de armazenamento de petróleo e disparando mísseis Scud terra-terra contra Israel, ordenou a invasão da Arábia Saudita a partir do sul do Kuwait. A 1ª e 5ª Divisões Mecanizadas e a 3ª Divisão Blindada foram ordenadas a realizar uma invasão multifacetada em direção a Khafji, envolvendo forças da Arábia Saudita, Kuwait e dos EUA ao longo da costa, com uma força de comando iraquiana de apoio ordenada a se infiltrar mais ao sul por mar e assediar a retaguarda da Coalizão.
Essas três divisões, que haviam sido fortemente danificadas por aeronaves da Coalizão nos dias anteriores, atacaram em 29 de janeiro. A maioria de seus ataques foi repelida pelo Corpo de Fuzileiros Navais dos EUA e pelas forças do Exército dos EUA, mas uma das colunas iraquianas ocupou Khafji na noite de 29 a 30 de janeiro. Entre 30 de janeiro e 1º de fevereiro, dois batalhões da Guarda Nacional da Arábia Saudita e duas companhias de tanques do Qatar tentaram retomar o controle da cidade, auxiliados por aviões da Coalizão e artilharia dos EUA. Em 1º de fevereiro, a cidade foi recapturada ao custo de 43 militares da Coalizão mortos e 52 feridos. As mortes do Exército iraquiano foram entre 60 e 300, enquanto cerca de 400 foram capturados como prisioneiros de guerra.
Embora a invasão de Khafji tenha sido inicialmente uma vitória de propaganda para o regime baathista iraquiano, foi rapidamente recapturada pelas forças da Coalizão. A batalha demonstrou a capacidade do poder aéreo de apoiar as forças terrestres.